# Koani
Koani est un gros village de l'île d'Unguja en Tanzanie. Il compte environ 2 200 habitants. C'est le centre administratif de la région d'Unguja sud et central. 

## Géographie
Le village est situé à l'intérieur des terres, sur la route menant de Zanzibar City (à 10 km seulement) à la côte orientale (village de Chwaka).